# Henri Estienne

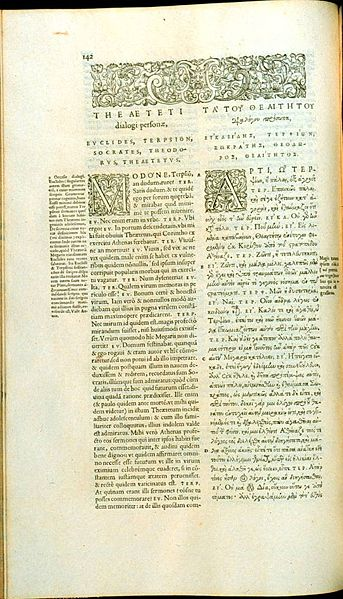
Henri Estienne 1578-as Platon kiadás I. kötet Theaetetus bevezetője 142. oldal

Henri (II.) Estienne / Henricus (II.) Stephanus francia filológus, humanista és kiváló hellenista, kritikus, tipográfus, kéziratgyűjtő tudós.
Az Estienne nyomdászcsalád tagja, Henri (I.) Estienne unokája, Robert (I.) Estienne legidősebb fia. 1528-ban (egyes források szerint 1531-ben) született Párizsban és 1598-ban halt meg Lyonban.

## Az Estienne nyomdászcsalád
- Henri I Estienne (a nagyapa) 
  - François Estienne
  - Robert I Estienne (az édesapa)(1503-1559) 
    - Henri II Estienne (1528/1531-1598)
      - Florence Estienne (férje: Isaac Casaubon)
      - Paul Estienne
        - Antoine Estienne

    - Robert II Estienne
      - Robert III Estienne
      - Henri III Estienne
        - Henri IV Estienne
        - Robert IV Estienne

    - François Estienne

  - Charles Estienne

## Henri (II.) Estienne életrajza
A klasszikus szerzőket kiadó híres nyomdászcsaládban a görög nyelv ismerete magától értetődő volt. Az ifjú és tehetséges Henri korán és gyorsan megismerkedett a görög történetírók és lírikusok nyelvével, humanista nevelést kapott. A görög nyelv iránti szeretete akkor kezdődött, mikor tanárától Euripidész Medeiáját tanulta. Annyira megtetszett neki ez a nyelv, hogy el is határozta, megtanulja azt. Akadályokba ütközött ugyan, mert tanára úgy gondolta, hogy a latin nyelv tanulásának mindenkor meg kell előznie a görög nyelv tanulmányozását. Henri szerencséjére viszont apja nem osztotta ezt a véleményt, és hagyta, hogy fia a saját útját járja. A görög mellett latint, aritmetikát, geometriát és egy kis csillagjóslást is tanult, mely akkoriban igen divatos tudománynak számított.
A korabeli humanistákhoz hasonlóan tanulmányait utazásokkal is kiegészítette. 1547-ben ment először Olaszországba. Az 1557-es kiadású Aiszkhülosz utószavában azt írja, hogy sok könyvtárban dolgozott, ahol antik szerzők kéziratait tanulmányozta. Tipográfiai ismereteit is bővítette és kéziratokra is „vadászott”. Úgy tudjuk, hogy többször is járt Firenzében, Rómában, Nápolyban és Velencében. Olaszországból visszatérve Angliába és Németalföldre is ellátogatott. 1551-ben tért vissza Párizsba.
Nyomdász karrierjét apja genfi műhelyében kezdte, ott tanult korrektúrát, szerkesztést. 1557-ben jelenteti meg első hét könyvét. 
Szintén nyomdász nagybátyjával Párizsban is dolgozott, ott készítette el Anakreón Ódáit jegyzetekkel.
Utazásai sok pénzt emésztettek fel, és nem tudta volna munkáját folytatni, ha Ulrich Fugger, a kor egyik legnagyobb pénzembere nem segíti ki. Hálából egy ideig Hulderiei Fuggeri typographusnak nevezte magát.
Apja 1559-ben bekövetkező halála rendkívüli módon megrendítette. Barátai tanácsára megnősült. Egészsége hamarosan helyre állt, és újult erővel vetette bele magát a munkába. 1566-ban megjelentetett egy új Hérodotos fordítást. 
Apjának, Robert Estienne-nek volt egy olyan terve, hogy kiad egy görög nyelvű szótárt is, a Thesaurus linguae latinae görög párját. Végül fia, Henri, 12 év előkészület után jelentette meg ezt a művet öt kötetben, 1572-ben, Thesaurus linguae graecae – A görög nyelv kincsestára címen. A tudósok nagyon nagyra tartották ezt a művet, de eladása nehézségekbe ütközött magas ára miatt, amit Henri kénytelen volt elkérni azért, hogy valamelyest csökkentse a kiadás költségeit. Ráadásul korrektora, Johannes Scapula, ravasz módon olcsóbb és könnyen kezelhető kivonatos kiadást jelentetett meg a háta mögött és emiatt hatalmas anyagi és erkölcsi kár is érte. Németországba utazott, hogy kicsit kikapcsolódjon, és támogatókat szerezzen magának. Honfitársaitól kapott elismerése erőt adott neki ahhoz, hogy az idegen országban is Franciaország tiszteletét és megbecsülését támogassa beszédeiben, írásaiban. Ez a viselkedés meghozta számára III. Henrik jóindulatát.
1569-ben kiadta a Traité de la conformité du langage françois avec le grec – Értekezés a francia és a görög nyelv hasonlóságáról című munkát. A Projet du livre de la précellence du langage français – Könyvtervezet a francia nyelv kiválóságáról c. kiadványa 1579-ben óriási sikert hozott. III. Henrik 3000 frankot adományozott számára, és meghívta, hogy lakjon udvarában. Rendeléseket is készíttetett, de ezeket nem fizették rendszeresen, így Henri arra a döntésre jutott, hogy inkább otthagyja az udvart, és családjára fordít több időt. 
Nehéz anyagi helyzete miatt bizonytalanságban élt, járt Orléans-ban, Párizsban, Frankfurtban, Genfben. Többször elhagyta hazáját, majd honvágya támadt, anyagi tartalékai hamar kimerültek.
Lyonban tett utolsó utazása során megbetegedett, kórházba került és 1598 márciusában meghalt.

## Munkásságának jelentősége
Nehézkes anyagi helyzete nem tette számára lehetővé, hogy olyan tipográfiai szépséggel adjon ki műveket, ahogyan azt apja tette, de ő jóval nagyobb számban jelentetett meg kiadásokat.
Szinte mindig csatolt a művekhez tudós előszókat és rövid, de helytálló jegyzeteket. Az a cél lebegett a szeme előtt, hogy az eredeti szöveg, vagy fordítás közzétételével mások számára is hozzáférhetővé tegye az antik szerzők műveit. Könyveit több alkalommal is a „görög kultúra kedvelőinek” ajánlotta. Könyvkiadása a tudomány számára nagyon hasznos volt. 
Majdnem az összes görög művet kiadta, prózai és verses műveket is, többek között Anakreón, Maximus Tyrius, Aiszkhülosz, Xenophón, Thuküdidész, Szophoklész, Platon műveit. Ezeken kívül Horatius, Vergilius, Macrobius műveit, a latin történetírókat egy kötetben.
Ő maga is kitűnő író volt, tudományos könyveket írt, görög és latin nyelvű verseket szerzett. Európa nagy tudósaival is kapcsolatot tartott fenn. Gúnyolódó stílusa volt, nem szerette, ha ellentmondanak neki, és csípős epigrammákat írt azok felé, akik nem osztották az ő véleményét.
Kritikus szemmel figyelte mások szövegkiadásait is, és a hiányos ismeretek és a felkészületlenség következtében keletkezett nyelvi hibákat senkinek sem bocsátotta meg. Észrevételeiről az előszavak is tanúskodnak, így nem csoda, hogy a bírálataiban nem fukarkodó tudósnak öregkorára alig maradt barátja. Kritikái nemcsak kortársait érintették, elmarasztalást kapott Lorenzo Valla a Thuküdidész-, és Ognibene da Lonigo a Xenophón-fordításért. Szakmai észrevételei nem kímélték Erasmus és Budé fordításait sem. Rendkívül nagy hibának tartotta a kéziratos szövegekben található, már javíthatatlan hibákat. Ezek általában a másoló felkészületlenségéből származtathatók, ezért szerinte sokkal súlyosabbak, mint a nyomdában elkövetett betűtévesztések. Az előszavakban számos alkalommal saját filológiai módszereit tárja elénk. Hérodotos- és Ktésias-kiadásában (1592) alfejezeteket hoz létre azért, hogy ezzel megkönnyítse az olvasást. Latin nyelvű Hérodotos-kiadásában (1566) dőlten szedi azokat a szavakat, amelyek nincsenek benne az eredeti görög szövegben. A szövegtani problémák taglalása közben több alkalommal is dicséri a francia nyelv szépségét.

## Henri (II.) Estienne és a magyarság
1569 és 1584 között Crato von Kraftheim, II. Miksa német-római császár orvosa látta el Estienne-t Magyarországról szóló tudósításokkal. A tudóst ismeretség fűzte Zsámboki Jánoshoz. A humanista polihisztor tanulmányainak egy részét Párizsban végezte, később pedig kiterjedt levelezést folytatott francia tudósokkal. Estienne-nel is szakmai kapcsolatban állt, aki Zsámbokinak ajánlotta az 1577-ben megjelent Pseudo-Cicero dialógusát. A magyarság iránti szimpátiát is talán a magyar tudós ébresztette fel Estienne-ben. 1594-ben megjelent buzdító beszédében, amelyet II. Rudolf császárhoz és a birodalom rendjeihez címzett, megemlékezik a törököktől sújtott Magyarország siralmas sorsáról, és az Európát fenyegető hatalom elleni összefogásra és harcra szólít fel. Egyéb műveiben is találunk hazánkat érintő utalásokat. Retorikai műveket tartalmazó antológiája (1575) elején szóvá teszi, hogy háborúban nem lehet művelni az ékesszólást. Keserű tapasztalatai a 16. századi franciaországi vallásháborúkból származnak. Ehhez kapcsolódva egy közelebbről nem ismert magyarral folytatott beszélgetésére utal, aki pedig Magyarország siralmas állapotáról számolt be neki. Egy másik hazánkat érintő adat kellemesebb hírről tájékoztat: Hérodotos-kiadása (1595) előszavában Friedrich Sylburg elnézést kér Estienne-től, amiért azt Estienne javításaival és jegyzeteivel együtt újra megjelentette. Sylburg nyomós mentségként hozza fel, hogy észak-magyarországi és cseh tudós férfiak, könyvgyűjtők sürgető kérésére járt el így.

## Főbb művei
- Ciceronianum Lexicon grœco-latinum, id est, Lexicon ex variis grœcorum scriptorum locis a Cicérone interpretatis collectum, 1557, Paris, újból kiadva : Turin, 1745
- In Ciceronis quamplurimos locos castigationes, Paris, 1557
- Admonitio de abusu litiguœ grcecœ in quibusdam vocibus quaslatina usurpat, 1565
- Fragmenta poetarumveterum latinorum, quorum opera non extant, 1564
- Dictionarium medicum vel Expositiones vocum medicinalium ad verbum excerptae ex Hippocrate, Aretaeo, Galeno, Oribasio, Rufo Ephesio, Aetio, Alex. Tralliano, Paulo Aegineta, Actuario, Corn Genfben jelent meg 1564
- Introduction au Traité de la conformité des merveilles anciennes avec les modernes, ou Traité prèparatif à l'apologie pour Hérodote Genf, 1566
- Artis medicse principes, 1567
- Traité de la conformité du langage français avec le grec, Paris, 1569
- Artis typographicœ querimonia de illitteratis quibusdam typpgraphis, 1569
- Epistola qua ad militas multorum amicorum respondet de suœ typographie statu, nominatimque desuo Thesauro linguœ grœcœ, 1569
- Comicorum grœcorum sententiœ, idest, gnomœ versibtis latinis redditœ
- Epigrammata grœca selecta ex Anthologia interpretata ad verbum et carmine, 1570
- Thesaurus grœcce linguœ, 1572, 4 vol. ehhez kapcsolódik : Glossaria duo e situ vetustalis eruta, ad utriusque linguce cognitionem et locupletationem perutilia
- Virtutum encomia, sive gnomes de virtutibus, etc., 1575
- Francofordiense emporium, sive francofordienses nundinœ, 1574
- Discours merveilleux de la vie et départements de la reine Catherine de Médicis, 1575
- De latinitate falso suspecta escpostulatio, necnon de Plauti latinitate dissertatio, 1576
- Pseudo-Cicero, dialogus, in quo de multis ad Ciceronis sermonem pertinentibus, de delectu editionum ejus et cautione in eolegendo, 1577
- Schediasmatum variorum, id est, observationum, emendationum, expositiomim, disquisitionum, libri tres, 1578
- Nizolio-Didascalus sive monitor Ciceronianorum Nizolianorum dialogus, 1578
- Deux dialogues du nouveau français italianisé et autrement déguisé entre les courtisans de ce temps
- Projet de livre intitulé de la précellence du langage français, Paris, 1579
- Paralipomena grammaticarum grœcœ lingues institutionum, 1581
- Hypomneses de gallica lingua, peregrinis eam discentibus necessaria; quœdam vero ipsis Gallis multum profutura, 1582
- De criticis veteribus grœcis et latinis, eorumque variis apud poetas potissimum reprehensionibus dissertatio, 1587
- Les prémices, ou le premier livre des proverbes épigrammatisés, ou des épigrammes proverbiales rangées en lieux communs, 1595
- De Lipsii latinitate palœstra , Francfort, 1595

## Külső hivatkozások
- https://web.archive.org/web/20070816225849/http://encyclopedia.jrank.org/HEG_HIG/HENRI_ESTIENNE_15311598_.html
- http://mek.oszk.hu/01600/01650/html/fejez18.htm